# Uniunea de la Arras

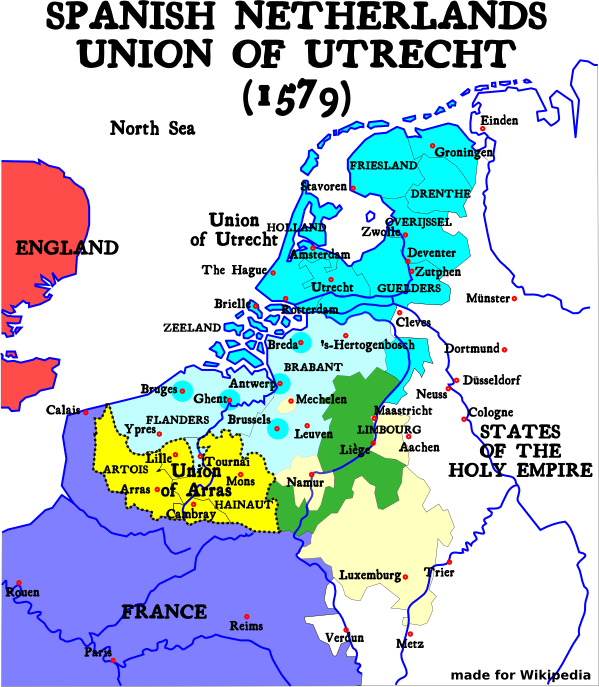
Uniunea de la Atrecht (galben) şi Uniunea de la Utrecht (albastru)

Uniunea de la Arras a fost un tratat semnat pe 6 ianuarie 1579 în orașul Arras între provinciile Lille, Tournai, Douai, Orchies, Artois și Hainaut. Acest tratat a apărut ca urmare a Revoltei olandeze. Provinciile au căzut de acord asupra următoarelor puncte:
- Armatele străine trebuiau să părăsească teritoriul provinciilor
- Raad van State (Consiliul Statelor/Consiliul de Stat, organismul politic de guvernare) să fie organizat ca în vremea domniei lui Carol al Cincilea
- Două treimi din membrii consiliului trebuie învestiți prin acordul parlamentelor locale
- Toate privilegiile în vigoare înainte de începerea Revoltei olandeze trebuie restaurate
- Biserica romano-catolică era biserică de stat (singura religie permisă), celelalte biserici erau interzise

În special ultimul punct a făcut imposibilă aderarea provinciilor nordice la acest tratat, pentru că în aceste provincii toleranța religioasă a dus la o mare influență și răspândire a cultului protestant. Ca urmare, provinciile nordice au semnat câteva săptămâni mai târziu un alt tratat, Uniunea de la Utrecht.
Înainte ca în provinciile sudice să fie restaurată total conducerea spaniolă, a trebuit să fie distrusă rezistența din două orașe cu o mare comunitate calvinistă: Valenciennes și Tournai.